# Jessica White
Jessica Terelle White (Buffalo, 21 de junho de 1984) é uma modelo estadunidense.

## Biografia
Aos 16 anos, ela foi descoberta em sua cidade natal Buffalo, e depois foi para a escola de modelos Personal Best. Depois de trabalhar como modelo durante uma semana, seu primeiro trabalho foi um editorial para Vogue depois de conhecer Anna Wintour. Alguns anos mais tarde, ela vai para Paris, onde ela assina um contrato com a agência IMG Models e seis meses depois ela faz campanhas para CoverGirl, Chloé e Gap.
Ela trabalhou para estilistas de Nova Iorque , incluindo Ralph Lauren, Oscar de la Renta, Marc Jacobs e Tommy Hilfiger. Tyra Banks a apelidou de "a modelo de sua geração". Em junho 2007 , White assinou um contrato com a empresa de cosméticos Maybelline.
Em 2006, White teve um pequeno papel em Big Momma's House 2 e apareceu em videoclipes para Big & Rich, John Legend, Jay-Z (Change Clothes), Robin Thicke (The Sweetest Love) e Trey Songz (Neighbors Know My Name). Em 2008, ela apareceu em The Young and the Restless. Em 14 de outubro de 2009, White apareceu no America's Next Top Model.

## Vida pessoal
White deu entrevistas sobre sua dependência em cocaína e seu transtorno bipolar. Ela usou cocaína para lidar com os problemas que tinha com a sua mãe. Ela teve uma overdose de cocaína aos 20 anos. White afirma que largou a cocaína e considera sua mãe a sua melhor amiga.
Aos catorze anos, ela foi molestado por um membro da família.